# إينيس بونجاكي
إينيس بونجاكي (بالألبانية: Enis Bunjaki‏) (17 أكتوبر 1997 بأوفنباخ أم ماين في ألمانيا - ) هو لاعب كرة قدم ألباني في مركز الهجوم. شارك مع منتخب ألمانيا لكرة القدم تحت 18 سنة ومنتخب كوسوفو لكرة القدم. أما مع النوادي، فقد لعب مع آينتراخت فرانكفورت.

## روابط خارجية
- إينيس بونجاكي على موقع قاعدة بيانات كرة القدم.إي يو (الإنجليزية)
- إينيس بونجاكي على موقع ناشيونال فوتبول تيمز (الإنجليزية)
- إينيس بونجاكي على موقع Soccerway.com (الإنجليزية)
- إينيس بونجاكي على موقع عالم كرة القدم.نت (الإنجليزية)
- إينيس بونجاكي على موقع AS.com (الإسبانية)